# Forari
Forari – miejscowość w Vanuatu, na wschodzie wyspie Éfaté. Według danych z 2006 mieszka tu 800 ludzi. W latach 1962–1978 działała kopalnia  manganu. Leży około 1 260 mil od wybrzeża Australii.